# Budda (manga)
Budda (jap. ブッダ) – manga autorstwa Osamu Tezuki, będąca jego interpretacją życia Gautamy Buddy, założyciela buddyzmu. Doceniona przez krytyków, często określana jest jako wizualnie dosadna, a zarazem pełna humoru i skłaniająca do refleksji opowieść o życiu Buddy. Sama manga stała się podstawowym tekstem w świątyniach buddyjskich, służącym młodzieży i nastolatkom do poznawania życia Buddy. Seria była publikowana od września 1972 do grudnia 1983 i jest jedną z ostatnich epickich mang stworzonych przez Tezukę.
Manga osiągnęła nakład ponad 20 milionów egzemplarzy i zdobyła nagrody Eisnera w latach 2004 i 2005. Prawie trzy dekady po jej zakończeniu, w 2011 roku ukazał się film anime na jej podstawie. Drugi film miał premierę w 2014 roku.

## Fabuła
W starożytnych Indiach życie wielu ludzi jest nękane przez susze, głód, nieustanne wojny oraz niesprawiedliwości systemu kastowego. Splątane losy wielu nieszczęśliwych dusz zostają połączone przez narodziny młodego księcia Siddharthy, który wyrusza w duchową podróż i staje się Gautamą Buddą, „Oświeconym”, próbując przynieść duchowe odrodzenie ludziom w tych desperackich czasach.

## Filmy anime
Film anime, zatytułowany Tezuka Osamu no Budda – Akai sabaku yo! Utsukushiku (jap. 手塚治虫のブッダ－赤い砂漠よ！美しく－), został wyreżyserowany przez Kozo Morishitę. Za produkcję odpowiadało studio Tezuka Productions, za animacje studio Toei Animation, natomiast dystrybucją zajęły się firmy Toei Company oraz Warner Bros. Pictures. Premiera odbyła się 28 maja 2011, podczas obchodów 750. rocznicy śmierci Shinrana Shonina, założyciela sekty Jōdo-shinshū. Zespół rockowy X Japan wykonał utwór przewodni „Scarlet Love Song”, skomponowany przez lidera zespołu, Yoshikiego, na prośbę Morishity.
Drugi film, Budda 2: Tezuka Osamu no Budda owarinaki tabi (jap. BUDDHA2 手塚治虫のブッダ　終りなき旅), miał premierę 8 lutego 2014. Ayumi Hamasaki nagrała utwór „Pray”, skomponowany przez Kunio Tago i zaaranżowany przez Yutę Nakano, jako piosenkę przewodnią filmu. XIV Dalajlama wystąpił 18 stycznia 2014 w specjalnym programie stacji Tokyo MX, wyrażając swoje poparcie dla filmu. Po obejrzeniu go na miesiąc przed japońską premierą powiedział: „Jestem bardzo wdzięczny, że świat Buddy został rozpowszechniony dzięki temu filmowi”.

## Odbiór
Seria rozeszła się w nakładzie ponad 20 milionów egzemplarzy. Angielskie wydanie mangi zdobyło nagrodę Eisnera za najlepsze amerykańskie wydanie materiału zagranicznego w latach 2004 i 2005 oraz otrzymało nominację w 2006 roku. Zdobyło również nagrodę Harveya za najlepsze amerykańskie wydanie materiału zagranicznego w latach 2004 i 2005. Film został nominowany do Nagrody Japońskiej Akademii Filmowej w 2012 roku w kategorii animacja roku.